# 立花江津子
立花 江津子（たちばな えつこ、1942年10月19日 - ）は、日本のステンドグラス作家。2000年に姫路市芸術文化賞芸術賞（工芸）を受賞。ルカ・ステインドグラス株式会社代表取締役。

## 経歴
兵庫県姫路市出身。武蔵野美術短期大学卒業後にベルギーセントルーカス美術研究所（大学）に留学。帰国後、兵庫県姫路市に工房「アトリエ・ルカ」を設立。以来、教会や公共施設、学校等の作品、約200点を制作。

## 略歴
出典
- 兵庫県姫路市出身。
- 1965年 - 武蔵野美術大学デザイン科卒業
- 1972年 - ベルギーゲント市Sint Lucas美術大学モニュメンタル科入学
- 1975年 - Sint Lucas美術大学卒業
- 1983年 - フランスVichy国際女流芸術家国際賞受賞(UFACSI)
- 1983年 - 姫路市芸術文化賞奨励賞受賞[3]
- 1986年 - ベルギーChaleroi市グランプリMedaille D'or受賞
- 1999年 - Entre Nous(ジャンルを超えた文化芸術協同体）設立
- 2000年 - 姫路市芸術文化賞芸術賞受賞[3]

## 作品
出典
- 兵庫 - 兵庫銀行
- 東京 - 神戸製鋼
- 大阪 - 合同ビル
- 龍野市 - 市立図書館
- 姫路 - さくら銀行、カトリック教会
- 神戸 - 松蔭女子学院大学
- 姫路 - 市立美術館、パルナソスホール
- 大阪 - 美津濃
- 神戸 - ポートピアホテル、JR西日本 トワイライト・エクスプレス
- 名古屋 - 金城学院大学
- オランダ - BENEDICT修道院
- 大阪 - ネッツ・トヨタ
- 鹿児島 - カトリック教会
- 奄美大島 - Christ Roi施設
- 芦屋 - Autopia 291
- 静岡 - 双葉学園